# Fabian Sutter
Fabian Sutter (* 28. Juni 1982 in Langnau im Emmental) ist ein ehemaliger Schweizer Eishockeyspieler, der  im Laufe seiner Karriere über 1000 Spiele in der höchsten Schweizer Eishockeyliga, der heutigen National League, für den SC Bern, HC Davos, die SCL Tigers, den EV Zug und den EHC Biel absolviert hat. Mit dem HC Davos wurde er 2002 und 2005 Schweizer Meister. Seit 2020 arbeitet er als Nachwuchs- und Assistenztrainer beim EHC Kloten.

## Karriere
Sutter erlernte das Eishockeyspiel in der Nachwuchsabteilung der SCL Tigers. Nach einem Wechsel zu den Junioren des SC Bern, gab er in der Saison 1999/2000 sein Debüt in der National League A. In der Saison 2001/02 wechselte der Center zum HC Davos, mit dem er 2002 und 2005 Schweizer Meister wurde. Zur Saison 2006/07 wechselte Sutter zurück zu seinem Jugendclub, den SCL Tigers, wo er die folgenden vier Saisons bestritt und sein Debüt in der Nationalmannschaft gab. Es folgte 2010 der Wechsel zum EV Zug, wo er mit seinem Team aber maximal den Playoff-Halbfinal erreichte. Zur Saison 2015/16 folgte der Wechsel zum EHC Biel. Bei den Seeländern blieb er während drei Saisons, erreichte wiederholt die Playoffs, ehe er zur Saison 2018/19 zum EHC Kloten in die Swiss League wechselte. Dort stand er bis zum Ende der Saison 2019/20 unter Vertrag, ehe er seine Karriere beendete.
Seit 2020 arbeitet er als Nachwuchs- und Assistenztrainer beim EHC Kloten.

## Erfolge und Auszeichnungen
- 2002 Schweizer Meister mit dem HC Davos
- 2005 Schweizer Meister mit dem HC Davos

## Karrierestatistik

### International
Vertrat die Schweiz bei:
- U18-Junioren-Weltmeisterschaft 2000
- U20-Junioren-Weltmeisterschaft 2001
- U20-Junioren-Weltmeisterschaft 2002

(Legende zur Spielerstatistik: Sp oder GP = absolvierte Spiele; T oder G = erzielte Tore; V oder A = erzielte Assists; Pkt oder Pts = erzielte Scorerpunkte; SM oder PIM = erhaltene Strafminuten; +/− = Plus/Minus-Bilanz; PP = erzielte Überzahltore; SH = erzielte Unterzahltore; GW = erzielte Siegtore; 1 Play-downs/Relegation; Kursiv: Statistik nicht vollständig)